# 朱师辙
朱師轍（1879年4月14日—1969年），字少濱。祖籍蘇州，出生於安徽省黟县。祖父朱駿聲、父朱孔彰皆晚清學者。朱師轍曾撰寫《清史稿》列传100多篇。後執教於北平辅仁大学、中国大学。與陳寅恪、冼玉清等好友，陳寅恪有《寄懷杭州朱少濱》詩。1969年在杭州逝世。著有《黄山樵唱》、《清史述聞》、《商君书解诂》、《和清真词》。